# Friedrich Wilhelm Rettberg

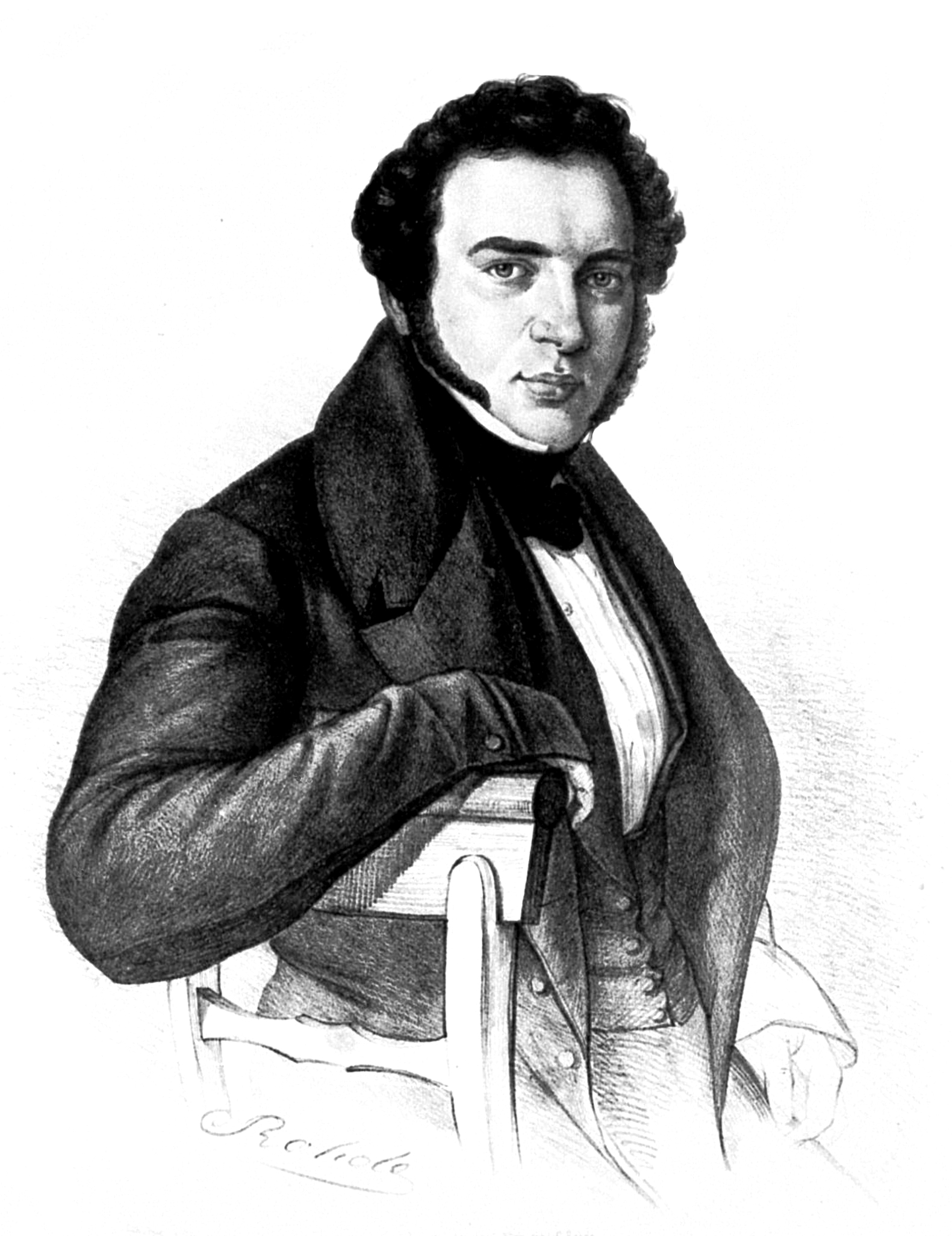
Friedrich Wilhelm Rettberg

Friedrich Wilhelm Rettberg (Celle, 21 augustus 1805 – Marburg, 7 april 1849) was een Duits luthers kerkhistoricus, filosoof en theoloog.

## Biografie
Rettberg, wiens ouders vroeg stierven, volgde een gymnasium in zijn geboorteplaats. In de jaren 1824 tot 1827 studeerde hij in Göttingen en in 1827 filologie en theologie in Berlijn. In 1827 kreeg hij in Göttingen de doctorstitel in de filosofie. Friedrich Rettberg werkte als eerstegraads leraar in Celle van 1827 tot 1830; in de drie jaren daarop gaf hij les als repetitor van de Faculteit der Theologie in Göttingen. In de volgende drie jaren was Rettberg werkzaam als hulpprediker van de St.-Jacobi-Kirche in Göttingen. Hij werd in 1833 tot licentiaat in de theologie benoemd; in het daaropvolgende jaar tot buitengewoon hoogleraar in de theologie. In 1838 werd hij tot doctor in de theologie benoemd en tegelijkertijd als gewoon hoogleraar naar Marburg beroepen. Vanaf 1847 behoorde Friedrich Wilhelm Rettberg tot de leden van de kerkenraad in Opper-Hessen.

## Publicaties (selectie)
- An Joannes in exhibenda Jesu natura reliquis canonicis scriptis vere repugnet (Göttingen, 1826)
- Thascius Cäcilius Cyprianus, Bischof von Carthago, dargestellt nach seinem Leben und Wirken (Göttingen, 1831)
- Eine academische Rede (Marburg, 1841)
- Kirchengeschichte Deutschlands, Band I. (Göttingen, 1845)
- Kirchengeschichte Deutschlands, Band II: Die Geschichte der Kirche bey den Alamannen, Bayern, Thüringern, Sachsen, Friesen und Slaven, so wie Allgemeines bis zum Tode Karls des Großen ent. (Göttingen, 1848)